# Toeplitz-Operator
Toeplitz-Operatoren werden im mathematischen Teilgebiet der Funktionalanalysis, genauer in der Operatortheorie, untersucht. Es handelt sich um stetige lineare Operatoren auf einem Hilbertraum, deren Matrix bezüglich einer festen Orthonormalbasis eine bestimmte Struktur hat. Sie sind nach Otto Toeplitz benannt.

## Definition
Es sei {\displaystyle H} ein {\displaystyle \mathbb {C} }-Hilbertraum mit einer Orthonormalbasis {\displaystyle (e_{n})_{n\in \mathbb {N} _{0}}}. Ein stetiger, linearer Operator {\displaystyle T} auf {\displaystyle H} heißt Toeplitz-Operator, falls {\displaystyle \langle Te_{n},e_{m}\rangle =\langle Te_{n+k},e_{m+k}\rangle } für alle {\displaystyle m,n,k\in \mathbb {N} }, wobei {\displaystyle \langle \cdot ,\cdot \rangle } das Skalarprodukt des Hilbertraums sei.
Aus obiger Definition folgt, dass es Zahlen {\displaystyle t_{i}\in \mathbb {C} } gibt, so dass {\displaystyle \langle Te_{n},e_{m}\rangle =t_{n-m}} für alle {\displaystyle n,m\in \mathbb {N} }. Da die {\displaystyle \langle Te_{n},e_{m}\rangle } die Matrixkomponenten der Matrixdarstellung von {\displaystyle T} bezüglich der Orthonormalbasis {\displaystyle (e_{n})_{n\in \mathbb {N} _{0}}} sind, ist die Toeplitz-Eigenschaft äquivalent dazu, dass die Matrix auf der Hauptdiagonalen und allen Nebendiagonalen jeweils konstant ist, das heißt folgende Struktur hat:
{\displaystyle {\begin{pmatrix}t_{0}&{\color {Red}t_{1}}&{\color {Green}t_{2}}&{\color {Orange}t_{3}}&{\color {Gray}t_{4}}&\ldots \\{\color {Blue}t_{-1}}&t_{0}&{\color {Red}t_{1}}&{\color {Green}t_{2}}&{\color {Orange}t_{3}}&\ldots \\{\color {BrickRed}t_{-2}}&{\color {Blue}t_{-1}}&t_{0}&{\color {Red}t_{1}}&{\color {Green}t_{2}}&\ldots \\{\color {Magenta}t_{-3}}&{\color {BrickRed}t_{-2}}&{\color {Blue}t_{-1}}&t_{0}&{\color {Red}t_{1}}&\ldots \\{\color {Gray}t_{-4}}&{\color {Magenta}t_{-3}}&{\color {BrickRed}t_{-2}}&{\color {Blue}t_{-1}}&t_{0}&\ldots \\\vdots &\vdots &\vdots &\vdots &\vdots &\ddots \end{pmatrix}}}

## Beispiele und Bemerkungen
Offenbar sind der Nulloperator {\displaystyle 0_{H}} und der identische Operator {\displaystyle 1_{H}} Toeplitz-Operatoren, denn ihre Matrixdarstellung besteht im ersten Fall nur aus Nullen, im zweiten Fall aus Einsen auf der Diagonalen und sonst nur Nullen.
Der Shiftoperator {\displaystyle S}, der durch {\displaystyle e_{n}\mapsto e_{n+1}} für alle {\displaystyle n\in \mathbb {N} } festgelegt ist, und dessen Adjungierte {\displaystyle S^{*}} sind Toeplitz-Operatoren, denn ihre Matrixdarstellungen sind
{\displaystyle {\begin{pmatrix}0&0&0&0&\ldots \\1&0&0&0&\ldots \\0&1&0&0&\ldots \\0&0&1&0&\ldots \\\vdots &\vdots &\vdots &\vdots &\ddots \end{pmatrix}}}   bzw.   {\displaystyle {\begin{pmatrix}0&1&0&0&\ldots \\0&0&1&0&\ldots \\0&0&0&1&\ldots \\0&0&0&0&\ldots \\\vdots &\vdots &\vdots &\vdots &\ddots \end{pmatrix}}}.
Für einen beliebigen Operator {\displaystyle T} gilt offenbar {\displaystyle \langle S^{*}TSe_{n},e_{m}\rangle =\langle TSe_{n},Se_{m}\rangle =\langle Te_{n+1},e_{m+1}\rangle } und man liest folgende Charakterisierung ab:
- Ein stetiger, linearer Operator {\displaystyle T} ist genau dann ein Toeplitz-Operator, wenn {\displaystyle S^{*}TS=T}.[4][5]

Daraus oder aus der Matrixdarstellung folgt, dass die Menge der Toeplitz-Operatoren ein abgeschlossener Unterraum in der C*-Algebra {\displaystyle L(H)} der stetigen, linearen Operatoren auf {\displaystyle H} ist, der zudem bezüglich der Adjunktion abgeschlossen ist.
Ist {\displaystyle H} ein endlichdimensionaler Raum, also ohne Einschränkung {\displaystyle \mathbb {C} ^{n}} mit der kanonischen Basis, so erhält man den Begriff der Toeplitz-Matrix. In diesem Artikel geht es um Operatoren auf unendlich-dimensionalen, separablen Hilberträumen.

## Laurent-Operatoren
Erweitert man den Hilbertraum {\displaystyle H} mit Orthonormalbasis {\displaystyle (e_{n})_{n\in \mathbb {N} _{0}}} zu einem Hilbertraum {\displaystyle {\tilde {H}}} mit einer Orthonormalbasis {\displaystyle (e_{n})_{n\in \mathbb {Z} }}, das heißt die in {\displaystyle H} gegebene Orthonormalbasis wird um {\displaystyle e_{n}} mit negativen Indizes {\displaystyle n<0} verlängert, so nennt man Operatoren {\displaystyle T\in L({\tilde {H}})} Laurent-Operatoren, falls {\displaystyle \langle Te_{n},e_{m}\rangle =\langle Te_{n+k},e_{m+k}\rangle } für alle {\displaystyle m,n,k\in \mathbb {Z} } gilt. Die Matrixdarstellungen haben eine ganz ähnliche Form wie die der Toeplitz-Operatoren, das heißt sie haben auf der Haupt- und den Nebendiagonalen konstante Werte, sie sind allerdings auch nach links und oben unendlich ausgedehnt. Daraus ergibt sich:
- Toeplitz-Operatoren sind Kompressionen von Laurent-Operatoren.[7]

## Hardy-Räume
Besonders elegant wird die Theorie, wenn man als Hilbertraum den Hardy-Raum {\displaystyle H^{2}} der Elemente aus {\displaystyle L^{2}(\mathbb {T} )} mit verschwindenden negativen Fourier-Koeffizienten nimmt, wobei {\displaystyle \mathbb {T} :=\{z\in \mathbb {C} \mid |z|=1\}} die Einheitskreislinie sei. Man betrachtet dort die Orthonormalbasis der Funktionen {\displaystyle e_{n}:z\mapsto z^{n},n\in \mathbb {N} _{0}}, die man oft einfach mit {\displaystyle z^{n}} bezeichnet.
Man kann zeigen, dass {\displaystyle e_{n},z\mapsto z^{n},n\in \mathbb {Z} } eine Orthonormalbasis von {\displaystyle L^{2}(\mathbb {T} )} ist, dann ist {\displaystyle H^{2}} der von {\displaystyle (e_{n})_{n\in \mathbb {N} _{0}}} erzeugte abgeschlossene Unterraum.
Viele Autoren betrachten nur die Toeplitz-Operatoren auf dem Hardy-Raum mit der Orthonormalbasis {\displaystyle z^{n},n\in \mathbb {N} _{0}} als Toeplitz-Operatoren. Da man zwei Hilberträume mit abzählbarer Orthonormalbasis nach dem Satz von Riesz-Fischer (unter Beibehaltung vorgegebener Orthonormalbasen) unitär aufeinander abbilden kann, sind alle Toeplitz-Operatoren unitär äquivalent zu solchen auf dem Hardy-Raum mit der Orthonormalbasis {\displaystyle z^{n},n\in \mathbb {N} _{0}}. Auf dem Hardy-Raum hat man zusätzliche Struktur, die die Untersuchung der Toeplitz-Operatoren erleichtert, daher beschränken wir uns im Folgenden auf diese Situation.

## Symbole
Ist {\displaystyle f} eine wesentlich beschränkte, messbare Funktion {\displaystyle \mathbb {T} \rightarrow \mathbb {C} }, so ist der Multiplikationsoperator {\displaystyle L_{f}\colon L^{2}(\mathbb {T} )\rightarrow L^{2}(\mathbb {T} ),\varphi \mapsto f\varphi } ein Laurent-Operator mit Matrixkoeffizienten {\displaystyle t_{i,j}=a_{i-j}}, wobei {\displaystyle \textstyle f=\sum _{n\in \mathbb {Z} }a_{n}e_{n}} die Fourier-Entwicklung von {\displaystyle f} sei.
Ist {\displaystyle P\colon L^{2}(\mathbb {T} )\rightarrow H^{2}} die Orthogonalprojektion, so ist die Kompression {\displaystyle T_{f}\colon =PL_{f}|_{H^{2}}\colon H^{2}\rightarrow H^{2},\varphi \mapsto P(f\cdot \varphi )} ein Toeplitz-Operator. Man kann zeigen, dass dies schon alle Toeplitz-Operatoren sind, genauer gilt:
- Die Zuordnung {\displaystyle f\mapsto T_{f}} ist eine surjektive, lineare Isometrie vom Raum {\displaystyle L^{\infty }(\mathbb {T} )} auf den Raum der Toeplitz-Operatoren. Es gilt {\displaystyle \|T_{f}\|=\|f\|_{\infty }} und das ist auch gleich dem Spektralradius von {\displaystyle T_{f}}. Ferner gilt für die Adjunktion {\displaystyle (T_{f})^{*}=T_{\overline {f}}}, wobei der Oberstrich für die komplexe Konjugation steht.[8][9]

Ist {\displaystyle T} ein Toeplitz-Operator auf {\displaystyle H^{2}}, so gibt es also ein (fast überall) eindeutig bestimmtes {\displaystyle f\in L^{\infty }(\mathbb {T} )} mit {\displaystyle T=T_{f}}. Man nennt {\displaystyle f} das Symbol von {\displaystyle T}.
Beispielsweise ist {\displaystyle \mathrm {id} _{\mathbb {T} }} das Symbol des Shiftoperators, denn in der Orthonormalbasis {\displaystyle z^{n}} ist der Shiftoperator nichts anderes als die Multiplikation mit {\displaystyle z}.

## Multiplikation
Das Produkt zweier Toeplitz-Operatoren ist im Allgemeinen nicht wieder ein Toeplitz-Operator. Beispielsweise sind der Shiftoperator {\displaystyle S} und seine Adjungierte {\displaystyle S^{*}} Toeplitz-Operatoren, aber das Produkt {\displaystyle SS^{*}} ist die Orthogonalprojektion auf den von {\displaystyle (e_{n})_{n=1,2,3,\ldots }} erzeugten abgeschlossenen Unterraum, hat also die Matrix-Darstellung
{\displaystyle {\begin{pmatrix}0&0&0&0&\ldots \\0&1&0&0&\ldots \\0&0&1&0&\ldots \\0&0&0&1&\ldots \\\vdots &\vdots &\vdots &\vdots &\ddots \end{pmatrix}}}
und ist daher kein Toeplitz-Operator, denn die Werte auf der Hauptdiagonalen sind nicht konstant.
Wir nennen einen Toeplitz-Operator analytisch, wenn sein Symbol aus {\displaystyle H^{\infty }:=L^{2}(\mathbb {T} )\cap H^{2}} ist, und wir nennen ihn co-analytisch, wenn {\displaystyle T^{*}} analytisch ist. Damit gilt:
- Das Produkt {\displaystyle T_{f}T_{g}} zweier Toeplitz-Operatoren {\displaystyle T_{f}} und {\displaystyle T_{g}} ist genau dann wieder ein Toeplitz-Operator, wenn {\displaystyle T_{f}} co-analytisch oder {\displaystyle T_{g}} analytisch ist. In diesem Fall gilt {\displaystyle T_{f}T_{g}=T_{fg}}.[11]

## Spektren
Wie bereits oben erwähnt, ist der Spektralradius eines Toeplitz-Operators stets gleich der Operatornorm. Insbesondere gibt es außer dem Nulloperator keine quasinilpotenten Toeplitz-Operatoren. Toeplitz-Operatoren mit reellem Spektrum sind selbstadjungiert.
Eine Beschreibung des Spektrums eines Toeplitz-Operators in Abhängigkeit des Symbols kann man für analytische Toeplitz-Operatoren erhalten. Ist {\displaystyle f\in H^{\infty }}, so gibt es eine eindeutig bestimmte holomorphe Funktion {\displaystyle {\tilde {f}}} auf dem offenen Einheitskreis {\displaystyle \mathbb {D} }, deren Randwerte gerade {\displaystyle f} sind (fast überall). Für solche Operatoren gilt folgende Formel für ihr Spektrum
{\displaystyle \sigma (T_{f})={\overline {{\tilde {f}}(\mathbb {D} )}}},
wobei der Oberstrich für die Abschlussbildung in {\displaystyle \mathbb {C} } steht.
Ist das Symbol {\displaystyle f:\mathbb {T} \rightarrow \mathbb {C} } nur stetig, so gilt
{\displaystyle \sigma (T_{f})=f(\mathbb {T} )\cup \{\lambda \in \mathbb {C} \setminus f(\mathbb {T} )\mid \mathrm {wind} (f-\lambda )\not =0\}}.
Dabei ist {\displaystyle \mathrm {wind} (f-\lambda )} die Windungszahl der Funktion {\displaystyle f-\lambda \colon \mathbb {T} \rightarrow \mathbb {C} ,z\mapsto f(z)-\lambda }, die für {\displaystyle \lambda \in \mathbb {C} \setminus f(\mathbb {T} )} wohldefiniert ist, da dann die Funktion {\displaystyle f-\lambda } keine Nullstellen hat.

## Semikommutatoren
Je zwei Toeplitz-Operatoren kommutieren im Allgemeinen nicht, wie man leicht am Beispiel des Shiftoperators sieht, denn {\displaystyle S^{*}S=1_{H^{2}}} und {\displaystyle SS^{*}} ist eine Orthogonalprojektion auf einen echten Teilraum, wie oben bereits erwähnt. Neben den Kommutatoren {\displaystyle [T_{f},T_{g}]} betrachtet man die sogenannten Semikommutatoren
{\displaystyle [T_{f},T_{g})\colon =T_{f}T_{g}-T_{fg}}.
Diese sind wegen der oben beschriebenen fehlenden Multiplikativität der Zuordnung {\displaystyle f\mapsto T_{f}} im Allgemeinen vom Nulloperator verschieden.
Das Beispiel des Shiftoperators {\displaystyle S=T_{z}}, wobei {\displaystyle z} für {\displaystyle \mathrm {id} _{\mathbb {T} }} steht, zeigt
{\displaystyle [S^{*},S)=S^{*}S-T_{{\overline {z}}z}=S^{*}S-T_{1}=1_{H^{2}}-1_{H^{2}}=0_{H^{2}}},
aber
{\displaystyle [S,S^{*})=SS^{*}-T_{z{\overline {z}}}=SS^{*}-T_{1}=SS^{*}-1_{H^{2}}=-\langle \cdot ,e_{0}\rangle e_{0}}
ist das Negative der eindimensionalen Projektion auf den Unterraum {\displaystyle \mathbb {C} e_{0}}.
Es gilt folgender Satz:
- Ist {\displaystyle f\in L^{\infty }(\mathbb {T} )} und ist {\displaystyle g\in C(\mathbb {T} )}, das heißt stetig, so sind die Semikommutatoren {\displaystyle [T_{f},T_{g})} und {\displaystyle [T_{g},T_{f})} kompakt.[15][16]

Bezeichnet {\displaystyle K(H^{2})} das Ideal der kompakten Operatoren, so ergibt sich aus diesem Satz, dass {\displaystyle \{T_{f}+K\mid f\in C(\mathbb {T} ),K\in K(H^{2})\}} eine Algebra ist. Es handelt sich sogar um eine C*-Algebra, die sogenannte Toeplitz-Algebra.